# スターキャット
スターキャット株式会社（英: STARCAT Co., Ltd.）は、愛知県名古屋市中川区高畑四丁目に本社を置く通信事業者。
一部の区を除く名古屋市および名古屋市以北の愛知県内の自治体をサービスエリアとし、テレビ放送やインターネットを展開している。コミュニティネットワークセンターの完全子会社。2024年（令和6年）6月30日までの名称はスターキャット・ケーブルネットワーク株式会社（英: STARCAT CABLE NETWORK Co.,LTD.）。

## 概要
名古屋の大手映画配給・興行会社として知られたヘラルドグループの関連企業として設立された。ヘラルドグループから離れたが映画部門の一部を引き継いでおり、伏見ミリオン座とセンチュリーシネマを運営している。
東海地方のケーブルテレビ局が加盟する東海デジタルネットワークセンターには加盟していなかったが、複数の東海地方のケーブルテレビ局で共同運営されていた東海ケーブルチャンネルは当初から参加していた他、スターキャットチャンネルなどで放送されるスポーツ中継など一部番組を同チャンネルに配給していたなど、事実上、加盟局のような扱い（「オブザーバー」準加盟の位置づけ）とされていた。その後、2012年に東海ケーブルチャンネルが中心となり設立した持ち株会社コミュニティネットワークセンターの傘下に入ることで正式加盟した。
東海ラジオとはテレビとラジオという違いこそあるが関係は深く、東海ラジオの『土曜はごきげん天野良春ショー』に自社スタッフが出演し、インターネットを教えるというコーナーをラジオ・テレビ（スターキャットのコミュニティチャンネル）双方で放送したり、東海ラジオへの出演経験がある人物がスターキャットコミュニティチャンネルの放送番組に出演したりしている。

## 沿革
- 1985年（昭和60年）2月 - ヘラルドグループが名古屋ケーブルネットワーク株式会社（なごやケーブルネットワーク）を設立。
- 1990年（平成2年）2月 - スターキャットのチャンネル名で開局。名古屋市中区で放送開始。
- 1994年（平成6年）4月 - 名古屋市千種区、昭和区、瑞穂区、名東区をサービスエリアとするセントラルケーブルテレビ株式会社から営業権を譲渡。
- 1999年（平成11年）5月 - インターネット接続サービスを開始。
- 2001年（平成13年）1月 - スターキャット・ケーブルネットワーク株式会社へ商号変更。
- 2002年（平成14年）2月 - ジャスダック上場（証券コード4339）。
- 2003年（平成15年）
  - 4月 - 本店所在地を名古屋市中区錦三丁目11番23号に変更。
  - 11月 - 筆頭株主がヘラルドグループから中部電力系のシーテックになり、ヘラルドグループは第2位株主に[1][2]。
- 2004年（平成16年）3月 - 11.5%の株式を所有し第2位株主だったヘラルドコーポレーションが民事再生法申請による株式処分を行い持株比率が1.55%になる[3]
- 2006年（平成18年）12月 - 本店所在地を名古屋市中区錦一丁目16番7号に変更。
- 2008年（平成20年）12月 - 日本デジタル配信からのCSデジタル配信を開始[4]。
- 2009年（平成21年）3月5日～7日 - スターキャットのコミュニティチャンネルで、地上波などが中継できない3試合〔読売ジャイアンツ戦（5日・6日）、北海道日本ハムファイターズ戦（7日）のそれぞれオープン戦3試合（いずれもナゴヤドームでデーゲーム）〕のオープン戦を自社制作・生中継した。なお、3試合ともに東海ケーブルチャンネルにもネットされたほか、中日スポーツで生中継を行う旨の広告が掲載された。
- 2010年（平成22年）3月 - 10月1日に開局20周年を迎えるのを記念して、スターキャット市民映像祭を開催。オリジナル映像作品を公募。3月より受賞作の上映会とスターキャットチャンネルで放映[5]。
- 2011年（平成23年）
  - 6月30日 - WOWOW、スターチャンネル、衛星劇場のアナログ放送を終了。
  - 7月24日 - 地上デジタル放送のデジアナ変換サービスを開始[6]。
  - 10月1日 - 連結子会社の株式会社スターキャット・エンタープライズを吸収合併。
- 2012年（平成24年）
  - 2月20日 - コミュニティネットワークセンターがスターキャット株の株式公開買い付けをして完全子会社化し、業務提携することに合意[7][8]。
  - 3月29日 - 公開買い付けの結果、コミュニティネットワークセンターが94.04％の株式を取得[9]。
  - 5月31日 - CS放送のベーシックチャンネルのアナログ放送を終了[10]。
  - 7月26日 - 上場廃止。
  - 7月31日 - コミュニティネットワークセンターの完全子会社化[11]。
- 2019年（令和元年）10月 - 本店所在地を名古屋市中川区高畑四丁目133番地に変更。
- 2024年（令和6年）7月1日 - 商号をスターキャット株式会社に変更[12]。
- 2025年（令和7年）4月24日 - ニューセレクト株式会社およびそのグループ会社であるアルバトロス株式会社を完全子会社化[13]。

## サービスエリア
全て愛知県。
- 名古屋市
  - 中区
  - 千種区
  - 東区
  - 北区
  - 西区
  - 中村区
  - 昭和区
  - 瑞穂区
  - 熱田区
  - 中川区
  - 港区
  - 南区
  - 名東区
  - 天白区
- 北名古屋市
- 岩倉市
- 江南市
- 西春日井郡豊山町
- 清須市西枇杷島町、春日町

注
- 名古屋市のうち守山区はグリーンシティケーブルテレビ、緑区は中部ケーブルネットワークのサービスエリアとなる。
- 愛知県清須市のうち、西枇杷島町・春日町以外の清須市域はクローバーTV（西尾張シーエーティーヴィ）のサービスエリアである。

## 主な放送チャンネル

### 地上波系列別再送信局
| NHK-G     | NHK-E     | NNN/NNS    | ANN      | JNN       | TXN        | FNN/FNS    | JAITS      |
| --------- | --------- | ---------- | -------- | --------- | ---------- | ---------- | ---------- |
| NHK名古屋 | NHK名古屋 | 中京テレビ | メ〜テレ | CBCテレビ | テレビ愛知 | 東海テレビ | 三重テレビ |

### テレビ局
| リモコンID | デジタル | 放送局                               |
| ---------- | -------- | ------------------------------------ |
| 地上1      | TV011    | 東海テレビ                           |
| 地上2      | TV021    | NHK名古屋Eテレ                       |
| 地上3      | TV031    | NHK名古屋総合                        |
| 地上4      | TV041    | 中京テレビ                           |
| 地上5      | TV051    | CBCテレビ                            |
| 地上6      | TV061    | メ〜テレ                             |
| 地上7      | TV071    | 三重テレビ                           |
| 地上10     | TV101    | テレビ愛知                           |
| 地上12     | TV121    | スターキャットチャンネル             |
| BS1        | 101      | NHK BS                               |
| BS4        | 141      | BS日テレ                             |
| BS5        | 151      | BS朝日                               |
| BS6        | 161      | BS-TBS                               |
| BS7        | 171      | BSテレ東                             |
| BS8        | 181      | BSフジ                               |
| BS9-1      | 191      | WOWOWプライム                        |
| BS9-2      | 192      | WOWOWライブ                          |
| BS9-3      | 193      | WOWOWシネマ                          |
| BS10-1     | 200      | BS10                                 |
| BS10-2     | 201      | BS10スターチャンネル                 |
| BS11       | 211      | BS11                                 |
| BS12       | 222      | BS12                                 |
|            | 231      | 放送大学テレビ(メイン)               |
|            | 232      | 放送大学テレビ(サブ)                 |
|            | 260      | J:COM BS                             |
|            | 265      | BSよしもと                           |
|            | 531      | 放送大学ラジオ                       |
| BS4K1      | 101      | NHK BSプレミアム4K                   |
| BS8K2      | 102      | NHK BS8K                             |
| BS4K4      | 141      | BS4K日テレ 4K                        |
| BS4K5      | 151      | BS朝日 4K                            |
| BS4K6      | 161      | BS-TBS 4K                            |
| BS4K7      | 171      | BSテレ東 4K                          |
| BS4K8      | 181      | BSフジ 4K                            |
| BS4K11     | 211      | ショップチャンネル 4K                |
| BS4K12     | 221      | 4K QVC                               |
|            | 461      | ムービープラス                       |
|            | 462      | チャンネルNECO                       |
|            | 463      | WOWOWプラス                          |
|            | 465      | 日本映画専門チャンネルHD             |
|            | 916      | V☆パラダイス                         |
|            | 936      | 衛星劇場                             |
|            | 937      | 東映チャンネル                       |
|            | 253      | ホームドラマチャンネル               |
|            | 261      | ファミリー劇場                       |
|            | 262      | スーパー!ドラマTV                    |
|            | 264      | ミステリーチャンネル                 |
|            | 266      | チャンネル銀河                       |
|            | 267      | 時代劇専門チャンネル                 |
|            | 268      | アクションチャンネル                 |
|            | 269      | アジアドラマチックTV                 |
|            | 412      | LaLa TV                              |
|            | 464      | Dlife                                |
|            | 511      | キッズステーション                   |
|            | 512      | アニマックス                         |
|            | 513      | カートゥーン ネットワーク            |
|            | 514      | ディズニーチャンネル                 |
|            | 516      | ディズニージュニア                   |
|            | 951      | アニメシアターX                      |
|            | 311      | GAORA SPORTS                         |
|            | 316      | J SPORTS 1                           |
|            | 317      | J SPORTS 2                           |
|            | 312      | J SPORTS 3                           |
|            | 943      | J SPORTS 4                           |
|            | 313      | ゴルフネットワーク                   |
|            | 314      | スポーツライブ+                      |
|            | 315      | スカイA                              |
|            | 507      | 日テレジータス                       |
|            | 203      | MUSIC ON! TV(エムオン!)              |
|            | 205      | ミュージック・エア                   |
|            | 211      | スペースシャワーTV                   |
|            | 202      | 100%ヒッツ!スペースシャワーTVプラス  |
|            | 214      | MTV                                  |
|            | 601      | 歌謡ポップスチャンネル               |
|            | 917      | Mnet                                 |
|            | 361      | ディスカバリーチャンネル             |
|            | 362      | ヒストリーチャンネル                 |
|            | 363      | ナショナルジオグラフィックチャンネル |
|            | 551      | CNNj                                 |
|            | 946      | CNN                                  |
|            | 553      | BBCニュース                          |
|            | 554      | 日経CNBC                             |
|            | 265      | KBS WORLD                            |
|            | 908      | KNTV                                 |
|            | 604      | アニマルプラネット                   |
|            | 556      | 日テレNEWS24                         |
|            | 618      | 日テレプラス                         |
|            | 914      | テレ朝チャンネル 1                   |
|            | 555      | テレ朝チャンネル 2                   |
|            | 617      | エンタメ〜テレ☆シネドラバラエティ    |
|            | 319      | ダンスチャンネル                     |
|            | 616      | TBSチャンネル 1                      |
|            | 272      | TBSチャンネル 2                      |
|            | 605      | MONDO TV                             |
|            | 406      | 囲碁・将棋チャンネル                 |
|            | 417      | 釣りビジョン                         |
|            | 613      | 旅チャンネル                         |
|            | 652      | QVC                                  |
|            | 653      | ショップチャンネル                   |
|            | 655      | ジュエリー☆Gem Shopping TV           |
|            | 904      | グリーンチャンネル1                  |
|            | 905      | グリーンチャンネル2                  |
|            | 911      | レジャーチャンネル                   |
|            | 912      | SPEEDチャンネル                      |
|            | 999      | レインボーチャンネル                 |
|            | 998      | パラダイステレビ                     |
|            | 939      | フジテレビTWO ドラマ・アニメ         |
|            | 940      | フジテレビONE スポーツ・バラエティ   |
|            | 915      | フジテレビNEXT ライブ･プレミアム     |
|            | 952      | TAKARAZUKA SKY STAGE                 |

- デジタル放送は2008年（平成20年）12月から日本デジタル配信を使用している。
- 地上波はパススルー方式で配信している為、セット・トップ・ボックスを使用せずに受信が可能。

### ラジオ局
| MHz  | 放送局     |
| ---- | ---------- |
| 76.1 | MID-FM     |
| 78.8 | ZIP-FM     |
| 81.7 | FM AICHI   |
| 83.5 | NHK-FM     |
| 88.7 | CBCラジオ  |
| 89.7 | 東海ラジオ |

## コミュニティチャンネル

### 主な自主制作番組
△ - 東海ケーブルチャンネルにもネット（スポンサーを含む）。
レギュラー番組
- △ まちバル（53分番組、毎週土曜日更新）
- △ 映画屋TV （28分番組、毎週金曜日更新）
- 燃えドラ!スタジアム（53分番組、毎週木曜14時に生放送を実施、2007年2月 - ）
- 天ちんアワー どえりゃ〜7時（53分番組、平日のみ放送、毎週月曜19時に生放送を実施）
- 名古屋市長定例記者会見（5分番組、毎週月曜日更新）
- なごや祭時記（23分番組、毎月1日・16日更新）
- ダイヤモンドドルフィンズTV （5分番組、毎週金曜日更新）
- おすぎのこの映画見なさい! （3分番組、毎週土曜日更新）
- HTV 〜ハートランドTV〜（23分番組、毎週月曜日更新）
- 鉄ぶら（23分番組、毎月第1・3週の火曜日更新）
- ほか

特別番組
以下に記述する中継番組を含め、全般的にスポーツ関連の特番が多い。
- △ 燃えドラ!スタジアム（西暦年）（基本的に中日ドラゴンズ2軍戦のうち、ナゴヤ球場・ナゴヤドームで開催される試合を生中継する）
- Bリーグ・名古屋ダイヤモンドドルフィンズ試合中継（ホーム戦のみ、2008年 - ） 
- 夏の高校野球・愛知大会（熱田球場の数試合を生中継）
- ほか

### 主な独立局との共同制作番組
2013年10月放送の『猫侍』を皮切りに、独立局（主に関東地方の5いっしょ3ちゃんねる加盟局）との共同制作番組を放送している。
- 猫侍（2013年10月 - 12月、5いっしょ3ちゃんねる・三重テレビ放送等との共同制作）
- 幼獣マメシバ 望郷篇（2014年7月 - 9月、5いっしょ3ちゃんねる・三重テレビ放送等との共同制作）
- 猫侍 SEASON2（2015年4月 - 6月、5いっしょ3ちゃんねる・三重テレビ放送等との共同制作）
- 肉食女子部（2015年10月 - 、5いっしょ3ちゃんねる・岐阜放送等との共同制作）
- 猫忍（2017年1月 - 3月、5いっしょ3ちゃんねる・三重テレビ放送等との共同制作）

## 映画関連事業

### スターキャットシネクラブ
直営映画館を中心に、割引や抽選の試写会招待といった様々な特典が受けられる有料制のサービス。会員証はポイントカードを兼任しており、6ポイント貯まるごとに次の会員証兼ポイントカードへ更新される。入会は申込書を記入して、3000円（更新は2500円）とともに直営映画館・窓口へ出すか、郵送（現金書留）、銀行振り込み（申込書はFAXで送信）で入会する方法がある。窓口受付は当日、郵送などは後日会員証が送られてくる。

### 直営映画館
子会社であるスターキャット・エンタープライズを通じて直営映画館を運営している。いずれもミニシアター向きの作品を中心に上映しているほか、ロビーではカフェも運営している。
伏見ミリオン座
愛知県名古屋市中区錦2丁目にある映画館。2005年開館。2019年移転。4スクリーンを有する。
センチュリーシネマ
愛知県名古屋市中区栄3丁目の名古屋パルコ東館8階にある映画館。2000年開館。2スクリーンを有する。
ゴールド劇場・シルバー劇場
かつて愛知県名古屋市中村区太閤1丁目23-11にあった映画館。1983年開館。2012年閉館。2スクリーンを有していた。

## 事業所
- 本社 - 愛知県名古屋市中川区高畑4丁目133
- 伏見オフィス - 愛知県名古屋市中区錦2丁目15-5 伏見ミリオン座内
- スターキャットプラザ則武新町 - 愛知県名古屋市西区則武新町3丁目1-17 イオンモール Nagoya Noritake Garden3F